# Titularbistum Balanea
Balanea ist ein Titularbistum der römisch-katholischen Kirche.
Es geht zurück auf einen früheren Bischofssitz in Balanaia (dem heutigen Baniyas) in der römischen Provinz Syria Coele bzw. Syria. Der Bischofssitz war der Kirchenprovinz Apamea in Syria zugeordnet.
| Titularbischöfe von Balanea |                                                    |                                                                           |                   |                  |
| Nr.                         | Name                                               | Amt                                                                       | von               | bis              |
| 1                           | Antoine Coudert OMI Titularerzbischof pro hac vice | Koadjutorerzbischof von Colombo (Britisch-Ceylon)                         | 18. Juli 1898     | 28. Januar 1905  |
| 2                           | Matthew Gibney                                     | emeritierter Bischof von Perth (Australien)                               | 14. Juli 1910     | 22. Juni 1925    |
| 3                           | Charles Heerey CSSp                                | Apostolischer Koadjutorvikar/Apostolischer Vikar von Südnigeria (Nigeria) | 24. Januar 1927   | 18. April 1950   |
| 4                           | Ignace Ziadé                                       | emeritierter Bischof von Aleppo (Syrien)                                  | 13. Dezember 1950 | 26. Januar 1952  |
| 5                           | Edward Francis Joseph Schlotterback OSFS           | Apostolischer Vikar von Keetmanshoop (Südwestafrika)                      | 24. März 1956     | 9. Dezember 1994 |